# جهاز منع الاغتصاب

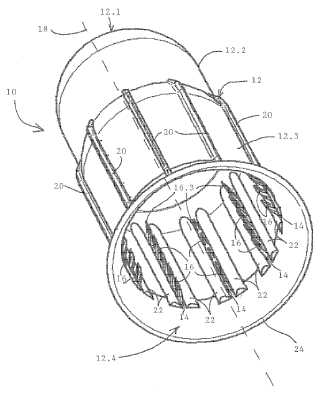

جهاز منع الاغتصاب هو جهاز من بين مجموعة متنوعة من الأجهزة التي اخترعت من أجل منع الاغتصاب أو ردعه. كانت أحزمة العفة في القرن الخامس عشر أول هذه الأجهزة. وعلى الرغم من اقتراح عدد من الأجهزة فلم يدخل أيٌّ منها خط الإنتاج التجاري اعتبارًا من 2017.

## إحصائيات
اُقترحت مجموعة من أكثر أجهزة مكافحة الاغتصاب شهرة في جنوب أفريقيا وهي دولة تمتلك معدل اغتصاب مرتفع ونسبة منخفضة من إدانة الجرائم الناجحة. يقول الناشطون في جنوب إفريقيا أنّ النظام القانوني لم يكن فعالاً في منع أو حتى الحد من الاغتصاب وأعمال العنف ضد المرأة.
يعتبر الاغتصاب مشكلة في البلدان المتقدمة وليس في العالم الثالث فحسب. ووفقًا لدراسة أجرتها منظمة الصحة العالمية عام 2001: كانت 20٪ من النساء في جميع أنحاء العالم ضحايا للاغتصاب أو ضحايا لمحاولة اغتصاب مرة واحدة على الأقل في حياتهن. ووفقًا لأرقام تقرير صدر في عام 2011 عن مراكز السيطرة على الأمراض والوقاية منها: فإن واحدة من كل خمس نساء في أمريكا ضحية لاعتداءات الجنسية. أكثر من 40٪ من هؤلاء الضحايا من الأطفال حيث تم اغتصابهن لأول مرة قبل بلوغهم سن 18 عامًا.

## أنواع الأجهزة

### رادع جسدي
تم اقتراح عدد من المفاهيم للردع الجسدي ضد الاغتصاب، وعلى الرغم من أنها جذبت انتباه وسائل الإعلام إلا أنها لم تدخل حيز الإنتاج.

#### جهاز جاب هومان
اخترع رجل من جنوب أفريقيا يدعى جاب هومان حشوة نسائية نموذجية لمكافحة الاغتصاب في أواخر عام 2000 بهدف منع الاغتصاب. تم تصميم جهاز هومان ليشبه الحشوة من أجل سهولة الإدخال، ويتألف بداخله من البلاستيك الصلب الاسطواني يحتوي على شفرة نابضة تخرج عندما يُضغط عليها بواسطة طرف القضيب. بعد تفعيل هذه الأداة سيتم إزالة جزء من طرف القضيب (إجراء استئصال جزئي بسيط).

#### فأس الاغتصاب
وهو واقي أنثوي مضاد للاغتصاب يستخدم تصميم مختلف، اُخترع من قبل امرأة من جنوب إفريقيا تدعى سونيت إليرس. كانت إليرس متحمسة لإنشائه أثناء عملها في خدمة نقل الدم في جنوب إفريقيا حيث قابلت العديد من ضحايا الاغتصاب. ذكرت إليرس أنها استلهمت إنشاء هذه الأداة عندما قالت إحدى المريضات التي تعرضت للاغتصاب: «ماذا لو امتلكت اسنانًا في الأسفل». مما يشير إلى أسطورة المهبل المسنن. سميت الاداة في البداية RapeX، وتم تغيير الاسم في عام 2006 عندما اُكتشف أن RAPEX هو نظام كشف للبضائع الخطرة في السوق في الاتحاد الأوروبي.
فأس الاغتصاب عبارة عن واقي أنثوي مطاطي يحوي أسنان حادة على الأطراف مواجهة للأشياء الداخلة، ويمكن ارتداؤه من قبل امرأة في مهبلها مثل الواقي الأنثوي. إذا حاول المهاجم اغتصاب المهبل فإن قضيبه يدخل الواقي ويشعر بجروح لاذعة مما يسبب ألم شديد للمهاجم أثناء سحب قضيبه ويمنح الضحية الوقت للهروب. يبقى الواقي مرتبطا بجسم المهاجم عند انسحابه ولا يمكن إزالته إلا بعمل جراحي، والذي من شأنه أن يلفت أنظار موظفي المستشفى والشرطة. ومثل معظم الواقيات الذكرية يمنع (فأس الاغتصاب) الحمل أو انتقال فيروس نقص المناعة المكتسب والأمراض المنقولة جنسياً.
تم الإعلان عن فأس الاغتصاب في 31 آب عام 2005 في جنوب إفريقيا. ظهرت بعض الاعتراضات على اختراع إليرس واصفينه بأنه «اداة انتقامية وفظيعة ومثيرة للاشمئزاز» وعارضوا بيعها في الصيدليات مثلما كان مخطط له. وأثيرت بعض المخاوف من أن استخدام الجهاز قد يثير غضب المهاجم ويعرض الضحية للخطر. [10] وردت إليرس قائلة أنّ: «العديد من النساء قُتلن على مر التاريخ، حيث لا يمكن لأحد ضمان نتيجة الاغتصاب»، وأضافت أنّ الألم الناجم عن فأس الاغتصاب سيعطل المهاجم مؤقتًا، مما يمنح الضحية الوقت الكافي للهروب.
على الرغم من أنَّ التغطية الإعلامية في ذلك الوقت أشارت إلى أنّ إنتاج الأداة سيبدأ في نسيان عام 2007  إلا أنه لم يتم تسويق الأداة للجمهور، ولا يزال من غير الواضح ما إذا أتيح المنتج للشراء في أي وقت مضى.

### مكافحة أدوية وعقاقير الاغتصاب
قامت شركة ناشئة بجمع الأموال لبناء خط إنتاج للشلمون والكؤوس الزجاجية التي تغير لونها إذا تم وضع عقاقير الاغتصاب في الشراب، وكانت تنوي إطلاق أول منتجاتها في كانون الأول عام 2013. تبدو الكؤوس والشلمون التي يتم تقديمها في الحانات والمطاعم طبيعية، لكن يتغير لونها على الفور لتحذير الناس عندما يضع أحدهم عقار الاغتصاب في المشروب. لم يتم إصدار أي منتج حتى عام 2017.